# Trichometra
Genre
Trichometra est un genre de comatules abyssales de la famille des Antedonidae.

## Liste d'espèces
Selon World Register of Marine Species (1 avril 2015) :
- Trichometra cubensis (Pourtalès, 1869) -- Caraïbes
- Trichometra delicata AH Clark, 1911 -- Atlantique nord abyssal
- Trichometra vexator AH Clark, 1908 -- Hawaii (abysses)